# سنت ان (میزوری)
سنت ان (به انگلیسی: St. Ann) شهری در شهرستان سنت لوئیس ایالت میزوری است که جمعیت آن در سرشماری سال ۲۰۱۰ میلادی ۱۳٫۰۲ نفر بوده است.